# Healesville
Healesville ist eine Stadt im australischen Bundesstaat Victoria, 52 km nordöstlich von Melbourne. Sie gehört zur Local Government Area Yarra Ranges Shire. Bei der Volkszählung von 2016 wurden 8480 Einwohner gezählt.
Healesville liegt am Watts River, einem Nebenfluss des Yarra River.

## Geschichte
Die Anlage einer Eisenbahnlinie zu den weiter entfernten Goldfeldern im Gippsland und im Yarra Valley in den 1860er-Jahren führt zum Bau einer Siedlung am Watts River und deren Erhebung zur Stadt 1864. Sie wurde nach Richard Heales, dem Premierminister von Victoria in den Jahren 1860 und 1861, benannt. Ein Postamt wurde in der neuen Stadt am 1. Mai 1865 eröffnet. Sie wurde zum Ausgangspunkt für das Goldfeld von Woods Point und in den 1870er-Jahren wurde der Yarra Track, eine Straße zu den neuen Goldfeldern, gebaut.

## Healesville heute
Healesville ist für seinen Naturpark und Zoo Healesville Sanctuary wohlbekannt, in dem Hunderte einheimischer Tiere in einem halboffenen, natürlichen Gehege zu sehen sind und es ein Zuchtprogramm für Schnabeltiere gibt.
Die Yarra Valley Tourist Railway fährt vom Bahnhof Healesville jeden Sonntag und an den meisten gesetzlichen Feiertagen sowie Mi–So in den Schulferien.
An Schulen gibt es die 125 Jahre alte Healesville Primary School, die katholische Volksschule St. Brigid's, die Healesville High School und das Worawa College, eine Schule für Aborigines, die auch der bekannte australische Footballstar David Wirrpanda besuchte. Der größte Teil der heutigen Stadt Healesville liegt auf dem ehemaligen Stammesland der Wurundjeri. Die Coranderrk-Missionsstation, die 1863 eröffnet wurde, liegt unmittelbar südlich anschließend an die Innenstadt.
In und um Healesville gibt es Sägemühlen, Gartenbau, Tourismus und seit Kurzem auch Weinbau.
Die Swinburne TAFE hat einen Campus in Healesville.
Die Heilsarmee gibt es in der Stadt seit Ende des 19. Jahrhunderts.
Die Stadt hat ein Footballteam, The Bloods, die in der Yarra Valley Mountain District Football League spielen.
In Healesville gibt es ebenso einen Tennisclub, den Healesville Tennis Club, der in den Junior- und Seniorwettbewerben der Eastern Region spielt.
Healesville besitzt auch einen Pferderennverein, Healesville Amateur Racing, der etwa sieben Wettbewerbe im Jahr organisiert, darunter den Healesville Cup im Januar.
Der Healesville Greyhound Racing Club halt ebenfalls regelmäßig Wettbewerbe ab.
Golfer spielen auf dem Platz des RACV Country Club an der Yarra Glen Road.

## Bekannte Einwohner
- Der bekannte Aborigineskünstler und Ältester des Wurundjeri-Stammes William Barak verbrachte den größten Teil seines Lebens an der Coranderrk-Station bei Healesville. Der Stammesälteste Joe Murphy Wandin lebt in Healesville.[9]
- Andrew Moore, Footballspieler beim Port Adelaide Football Club.
- Kelvin W. Moore, Footballspieler beim Richmond Football Club
- James Wandin (1933–2006), Ngurungaeta der Wurundjeri und Footballspieler beim St. Kilda Football Club
- David Wirrpanda, Footballspieler bei den West Coast Eagles
- Lex Lasry, Richter am Obersten Gerichtshof
- Luke Dennehy, Journalist.

## Tourismus
Seit Ende der 1890er-Jahre wurden edle Landsitze, Hotels und Gästehäuser gebaut.
Schon vor 1914 wurde die Tourist and Progrss Association gegründet.
In den 1920er-Jahren veröffentlichte diese Arbeitsgruppe den Führer Healesville, The World-famed Tourist Resort, der über 40 Sehenswürdigkeiten und 20 Hotels und Gästehäuser auflistet. Der Bau des Maroondah-Staudamms 1927, der das bisherige Wehr ersetzte, brachte einige Hundert Arbeiter nach Healesville. Als sie die Stadt wieder verließen, schadete dies zusammen mit der einsetzenden Weltwirtschaftskrise der Wirtschaft der Stadt sehr. Holzwirtschaft und Tourismus waren zusammen nicht stark genug, um ein stetiges Wachstum Healesvilles zu garantieren. Trotz der Rezession gab es in den 1930er-Jahren verstärkten Automobiltourismus (der teilweise an Healesville vorbeifuhr!) und nachlassenden Eisenbahntourismus. An Ostern 1934 kamen nur 10 % der Gäste mit der Bahn. Der Tourismus blieb wichtig, aber eine örtliche Zeitung kommentierte, dass die Stadt besser daran täte, sich als guter Platz zum Leben zu präsentieren anstatt als weltbekannter Touristenort.